# Nicolás Miracco
Nicolás Juan Gabriel Miracco (Mar del Plata, Argentina; 12 de abril de 1991) es un futbolista argentino. Juega de delantero centro en el Club Atlético Villegas, de la Liga de Fútbol de General Villegas.
- El 25 de abril de 2021 fue elegido "Jugador mas hermoso del partido" por la transmisión de TV, tras el partido vs. Defensa y Justicia, por la fecha 11 de la Copa de la Liga Profesional de Fútbol.
- En octubre de 2020 convirtió un gol de penal ante Huracán, en un amistoso de pretemporadada disputado en el estadio del Club Atlético Huracán, el Tomás Adolfo Ducó.
- Apodado el "Messi de Nueva Chicago", en julio de 2023 fue declarado persona de interés cultural por la municipalidad de Villa Chamizzo.

## Clubes
| Club                  | País      | Año       | Partidos | Goles |
| --------------------- | --------- | --------- | -------- | ----- |
| Aldosivi              | Argentina | 2011-2015 | 54       | 5     |
| Santamarina           | Argentina | 2016      | 15       | 3     |
| Aldosivi              | Argentina | 2016-2017 | 11       | 0     |
| Sarmiento de Junin    | Argentina | 2017-2019 | 44       | 17    |
| Central Córdoba (SdE) | Argentina | 2019      | 14       | 1     |
| Arsenal               | Argentina | 2020-2021 | 15       | 0     |
| Chicago               | Argentina | 2022-Act  | 4        | 2     |

## Palmarés
| Ascenso                          | Club     | Sede    | Año  |
| -------------------------------- | -------- | ------- | ---- |
| Campeonato de Primera B Nacional | Aldosivi | Córdoba | 2014 |